# Municipio de Boone (condado de Hancock)
El municipio de Boone (en inglés: Boone Township) es un municipio ubicado en el condado de Hancock en el estado estadounidense de Iowa. En el año 2010 tenía una población de 179 habitantes y una densidad poblacional de 1,89 personas por km².

## Geografía
El municipio de Boone se encuentra ubicado en las coordenadas 43°2′20″N 93°54′42″O / 43.03889, -93.91167. Según la Oficina del Censo de los Estados Unidos, el municipio tiene una superficie total de 94.63 km², de la cual 94,63 km² corresponden a tierra firme y (0 %) 0 km² es agua.

## Demografía
Según el censo de 2010, había 179 personas residiendo en el municipio de Boone. La densidad de población era de 1,89 hab./km². De los 179 habitantes, el municipio de Boone estaba compuesto por el 98,88 % blancos, el 0,56 % eran amerindios y el 0,56 % eran de una mezcla de razas. Del total de la población el 1,68 % eran hispanos o latinos de cualquier raza.